# Becos da Memória
Becos da memória, é um livro de Conceição Evaristo, teve sua primeira edição em 2006, pela Mazza Editora. A segunda edição, em 2013, pela Editora Mulheres. No ano de 2016, foi traduzido para a língua francesa pela Editora Anacaona. Pela Pallas Editora, a terceira edição é proporcionada ao público em 2017.
Nos dados internacionais de catalogação na publicação (CIP), contam: 1. Literatura brasileira; 2. Literatura brasileira - Escritores negros; 3. Romance brasileiro.